# UNFOLDS
UNFOLDS（アンフォールズ）は、2015年に結成された東京都立川市出身のギターロックバンド。「聴き馴染みのよいメロディと予測不能な展開」を標榜しており、ハイトーンボイスとテクニカルなアンサンブルを特徴としている。